# Tchirozérine
Tchirozérine es una comuna urbana de Níger perteneciente a la región de Agadez. Dentro de la región, es la capital del departamento homónimo. En 2012 tenía una población de 63 503 habitantes, de los cuales 32 746 eran hombres y 30 757 eran mujeres.
Está situada a alrededor de 40 km al noroeste de la ciudad de Agadez y a 750 km al noreste de Niamey, la capital del país.
Su territorio alberga desde 1980 una importante mina de carbón operada por la empresa semipública SONICHAR, que sirve para dar energía a una central eléctrica que suministra a las principales localidades de la región de Agadez y a las plantas de procesamiento de uranio de Arlit y Akokan. En 2010 tenía una producción de 246 558 toneladas.